# Rio da Prata (Mato Grosso do Sul)
O rio da Prata é um curso de água do estado do Mato Grosso do Sul, Brasil, localizado no município de Jardim. É afluente do rio Miranda .
Devido a alta concentração de calcário, o rio possui alta transparência e é utilizado para a prática do ecoturismo   